# Alt Lanschvitz
Alt Lanschvitz ist ein Ortsteil der Stadt Putbus im Landkreis Vorpommern-Rügen in Mecklenburg-Vorpommern.

## Geografie und Verkehrsanbindung
Alt Lanschvitz liegt südwestlich der Kernstadt Putbus und südlich von Neu Lanschvitz. Unweit nördlich verläuft die Landesstraße 29.